# Хэнк Уильямс III
Шелтон Хэнк Уильямс, также известный как Хэнк Уильямс Третий и Хэнк III (англ. Hank Williams III), — американский музыкант, певец и мультиинструменталист. Исполняет музыку в стиле хонки-тонк, совмещая её с такими жанрами как кантри, панк-рок и метал. Он постоянный член панк-метал группы Assjack и барабанщик в хардкор-панк группе Arson Anthem, а также был басистом в группе Фила Ансельмо Superjoint Ritual. Он выпустил семь студийных альбомов, пять из которых были записаны в звукозаписывающей компании Curb Records. Уильямс является сыном кантри-исполнителя Хэнка Уильямса-младшего и внуком кантри-исполнителя Хэнка Уильямса-старшего. Является единокровным братом Холли Уильямс.

## Музыкальная карьера

### Ранние годы
В начале музыкальной карьеры проводил много времени играя за барабанами в панк-рок группах от поздних 1980-х до середины 1990-х годов. Он подписал контракт с известной записывающей компанией Curb Records в Нашвилле, столице штата Теннесси. Вскоре после этого был выпущен студийный альбом Three Hanks: Men with Broken Hearts, в котором объединялась музыка трёх поколений Уильямсов, создавая впечатление, совместного проекта. В конце 1980-х, после встречи с Хэнком Уильямсом Третьим, Minnie Pearl, старая подруга Хэнка Уильямса старшего сказала ему «боже мой, дорогой, ты же призрак!», тем самым подразумевая поразительное сходство Хэнка Третьего с его дедушкой.

### Risin' Outlawи проблемы с контрактом (1999—2004)
Первым соло альбомом Уильямса Третьего стал Risin' Outlaw, выпущенный в сентябре 1999 года, альбом отметился высокими продажами и положительными отзывами. Его имя (а также вокальное и внешнее сходство с дедушкой) гарантировали Хэнку Третьему аудиторию среди фанатов кантри музыки. Но при этом его раздражал навязываемый промоутерами образ кантри музыканта, характерный для кантри музыки Нашвилла. В песнях «Trashville» и «Dick in Dixie» Хэнк негативно высказывается о поп-кантри музыке и о том, что не хочет быть её частью.
Концерты Хэнка Уильямса, как правило, следуют формату схожим с мюзиклом Джекилл и Хайд: кантри музыка исполняется скрипачом Дэвидом Мак Элфрешем и гитаристом Дэном Джонсоном, сопровождается хиллбилли партиями, а после партиями группы Хэнка Assjack. Он также играет в группе The Damn Band в жанре сайкобилли кантри. Assjack отличается тяжёлым звучанием, сочетая в себе металкор, сайкобилли и хардкор-панк.
Состав Assjack включал в себя дополнительного вокалиста Гари Линдсея и выездных и музыкантов, скрипачей, гитаристов. Предшественником Мак Элфриша был скрипач Майкл «Фидлбой» (Паренёк со скрипкой) Мак Канлес, который играл все три партии, добавляя традиционное звучание виолончели в кантри партии на концертах, а позднее использовал педальные эффекты для особого звучания музыки. Фидлбой умер 1 февраля 2003 года. Другой бывший участник, гитарист Дуэйн Дэнисон, выступавший ранее с The Jesus Lizard, покинул The Damn Band и Assjack в январе 2001 и позже сформировал группу Tomahawk.
Хэнк Третий имел множество проблем с контрактом Curb Records. Ему не понравился предоставленный дебют, и по сообщениям, Curb Records отказалось издавать его лонгплей This Ain’t Country, запретив выпускать его на другом лейбле. В ответ Уильямс сделал футболки с надписью «Fuck Curb». С этого времени Уильямс начал играть на бас-гитаре в хеви-метал группе Superjoint Ritual, лидером которой был вокалист группы Pantera Фил Ансельмо.

### Thrown out of the BarиStraight to Hell(2004 — 06)
В конце 2004 года планировался выпуск альбома Thrown Out of the Bar, но Curb Records решил не издавать его. Судебное дело Хэнка и директора Curb Records, Майка Кёрба продолжалось в течение года, прежде чем судья вынес решение в пользу Уильямса осенью 2005 года и обязал Curb выпустить альбом. Вскоре после этого, Хэнк Третий и Curb Records пришли к соглашению, и Уильямс прекратил развёрнутую им кампанию «Fuck Curb». Альбом Thrown out of the Bar был переработан в Straight to Hell и выпущен Curb Recods на лейбле Bruc. Имели место проблемы с Вол-Март в связи с задержкой альбома, который был выпущен 28 февраля 2006 года на двух дисках в двойном формате: с цензурой (для Вол-Март) и без. Формат без цензуры стал первым в мире кантри альбомом получившим предупреждение о необходимости родительского контроля. Одна из песен, «Pills I Took», была написана малоизвестной группой из Висконсина Those Poor Bastards, которые выпустили её в 2004 году на CD Country Bullshit.

### Независимые релизы (2007 — наши дни)
Уильямс играет на барабанах в группе Arson Anthem, создателем которой является Фил Ансельмо и вокалист сладж группы Eyehategod Майк Уильямс.
4 августа 2009 года 4 августа Уильямс выпустил свой долгожданный панк-метал альбом Assjack.
Его следующий альбом Rebel Within был выпущен в мае 2010 года. Он получил 20 место в чарте Billboard.
Бывший лейбл Хэнка Curb Records 17 мая 2011 года выпустил альбом This Ain't Country под названием Hillbilly Joker без какого либо согласия и ведома Уильямса уже после того, как его контракт был расторгнут. По этому поводу Хэнк сказал фанатам:
Не покупайте это, но найдите какой нибудь другой путь достать это, записать на чёртовы диски и раздать остальным.

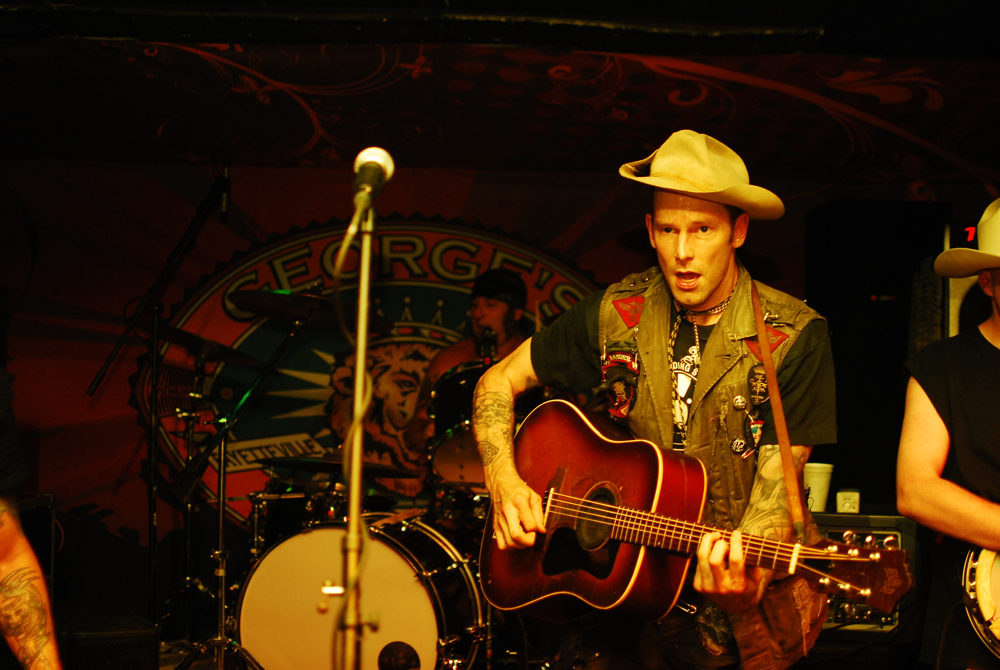
Хэнк III в 2010

В июне 23 числа 2011 года, на странице в Фейсбуке, Хэнк Уильямс заявил о намерениях выпустить 4 новых CD к 6 сентября 2011 года. Он сказал, что ожидаемо это будут кантри, дум-рок, спид метал жанры, в релизе альбома Cattle callin', на первом диске. Названия других альбомов Ghost to a Ghost/Gutter Town (Кантри, диск 2), 3 Bar Ranch Cattle Callin (Метал с новосозданным Хэнком жанром cattle-core, диск 3), и Attention Deficit Domination (дум-рок, диск 4), эти альбомы будут изданы Уильямсом на собственном лейбле звукозаписи Hank3 при помощи Megaforce Records, и приглашённый гостей, таких как Tом Уэйтс, Лес Клейпул (Primus), Алан Кинг (Hellstomper), Рей Лоуренс Мл., Трой Медлин (Sourvein), Дейв Шерман (Earthride) и собака Хэнка, Трупер.
17 апреля 2012 года Curb выпустила второй альбом под именем Хэнка Третьего после его ухода, Long Gone Daddy. В марте, 4, 2013, на веб-сайте Хэнка Уильямса, было сказано, что он работает над двумя новыми альбомами. Было также подтверждено, что будет выпущено минимум 25 песен. 3 мая 2013 года Хэнк Третий озвучил названия двух новых альбомов: кантри альбом Brothers of the 4×4 и панк альбом A Fiendish Threat, под названием группы «3».
1 января 2014 года было анонсировано, что Хэнк Уильямс работает над новым сайд-проектом, а также выпуском двух новых видео, по одному для Brothers of the 4x4 и A Fiendish Treat. Они будут выпущены примерно к концу февраля 2014 года.

## Дискография
Студийные записи
- Three Hanks: Men with Broken Hearts (1999)
- Risin' Outlaw (1999)
- Lovesick, Broke and Driftin' (2002)
- Straight to Hell (2006)
- Damn Right, Rebel Proud (2008)
- Assjack (2009)
- Rebel Within (2010)
- Hillbilly Joker (2011)
- Ghost to a Ghost/Gutter Town (2011)
- 3 Bar Ranch Cattle Callin' (2011)
- Attention Deficit Domination (2011)
- Long Gone Daddy (2012)
- Brothers of the 4×4 (2013)
- A Fiendish Threat (2013)
- Ramblin' Man (2014)
- Take As Needed For Pain (2015)